# Parafia św. Jana Chrzciciela w Pakoszówce
Parafia św. Jana Chrzciciela w Pakoszówce – parafia rzymskokatolicka znajdująca się w archidiecezji przemyskiej, w dekanacie Grabownica. 

## Historia
W 1928 roku wierni Pakoszówki podjęli decyzję o budowie kościoła i rozpoczęli gromadzenie funduszy. W 1938 roku bp Franciszek Barda poświęcił plac pod budowę kościoła. Następnie rozpoczęto budowę obecnego murowanego kościoła, ale wojna przerwała prace. Po wojnie kontynuowano budowę i 24 czerwca 1949 roku ks. dziekan Franciszek Laskoś poświęcił kościół filialny pw. św. Jana Chrzciciela należący do parafii w Strachocinie. W 1970 roku Pakoszówkę przydzielono do parafii w Jurowcach.
8 sierpnia 1981 roku dekretem bpa Ignacego Tokarczuka została erygowana parafia z wydzielonego terytorium parafii Jurowce.
17 listopada 2024 roku poświęcono Krzyż Zawierzenia.
Na terenie parafii jest 805 wiernych.

## Proboszczowie
- ks. Dominik Sitek (1981–1990)[7].
- ks. Mieczysław Rusin (1990–1997)
- ks. Bolesław Markowicz (1997–2010)
- ks. Bolesław Konieczny (2010–2024)
- ks. Stanisław Bąk (od 2024)[5]

## Znani duchowni
- bł. Jozafat Kocyłowski (1876–1947) – greckokatolicki biskup przemyski, męczennik, błogosławiony